# Bathyaulax lucidus
Bathyaulax lucidus är en stekelart som först beskrevs av Szepligeti 1911.  Bathyaulax lucidus ingår i släktet Bathyaulax och familjen bracksteklar. Inga underarter finns listade.